# 라이엇 스쿼드

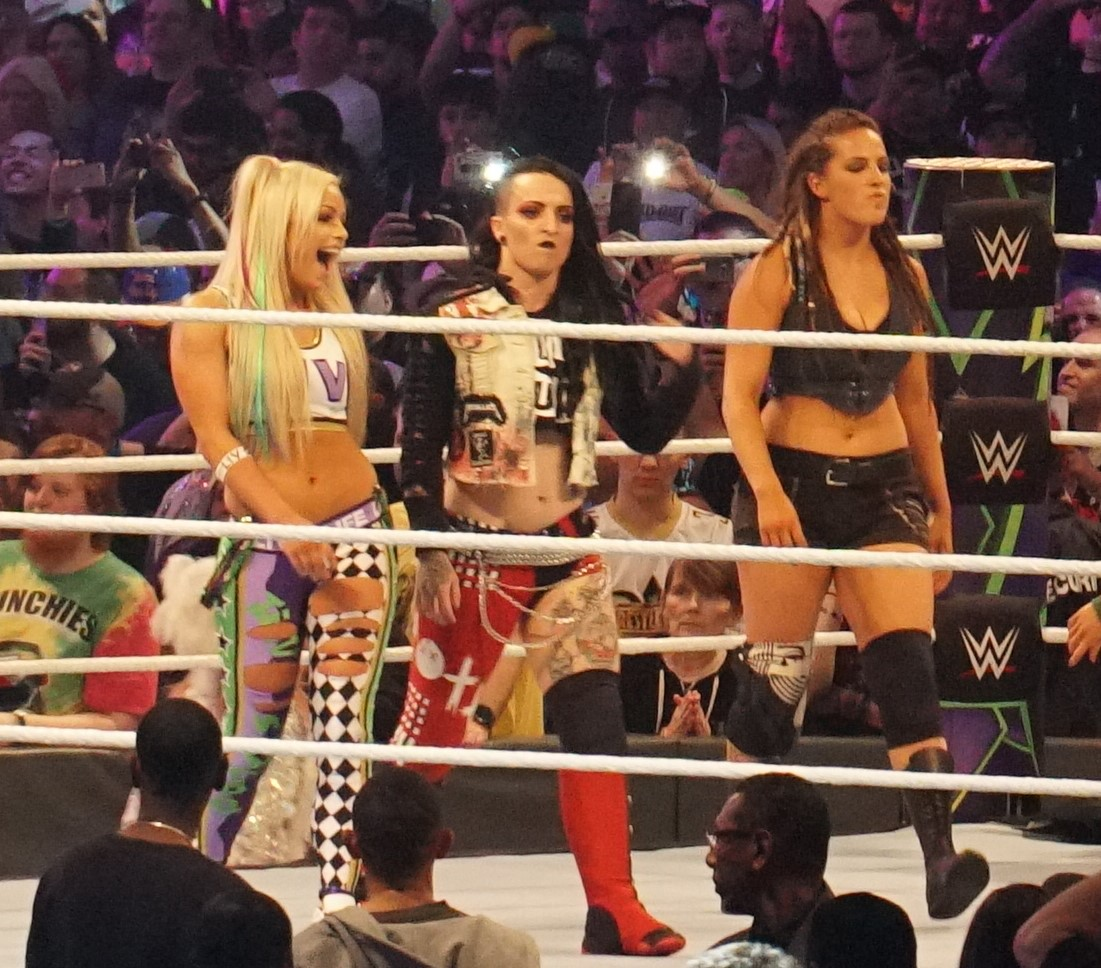

라이엇 스쿼드(Riot Quad)는 WWE의 여성 3인조 악역 스테이블로, 루비 라이엇, 사라 로건, 리브 모건으로 구성되어있다. 2017년 11월 21일 진행되었던 WWE 스맥다운을 통해 나오미와 베키 린치를 무자비하게 공격하고 경기장에서는 아주 그냥 샬럿, 나탈리아를 무자비하게 공격을 한 뒤 악역으로 등장을 한다. 처음에는 루비 라이엇이 리더다.

## 프로레슬링
- 프로레슬링 기술

- - 루비 라이엇
    - 위 라이엇(다이빙 센턴), 라이엇 킥(와인드-업 오베헤드 킥)

- - 사라 로건
    - 카이주 킬러(다이빙 스플릿-레그드 문설트), 켄터키 니(리버스 헨드스텐드 트랜지션 인투 니 드롭)

- - 리브 모건
    - 저지 코드브레이커(모디파이드 더블 니 페이스브레이커)